# Александров, Виктор Борисович
Ви́ктор Бори́сович Алекса́ндров (28 декабря 1985 года, Усть-Каменогорск) — казахстанский хоккеист, правый нападающий. Тренер.

## Биография
Сын хоккеиста Бориса Александрова. Выступал за: «Казцинк-Торпедо», «Локомотив» (Ярославль), СКА, ХК МВД, «Металлург» (Новокузнецк), «Авангард», «Торпедо» (Нижний Новгород), «Трактор» (Челябинск), «Барыс», «Адмирал» Владивосток.
В составе нижегородского Торпедо во втором сезоне КХЛ сыграл 55 матчей, набрав при этом 25 (11+14) очков (показатель полезности +8). В 2004 году был задрафтован в НХЛ клубом «Сент-Луис Блюз» в 3 раунде под номером 83.
В 2000—2002 годах выступал за сборные Казахстана (U-18, U-20, и в основной) на чемпионатах мира в дивизионе 1. Самый молодой участник чемпионатов мира среди молодёжных команд — в чемпионате 2001 года дебютировал в возрасте 14 лет 363 дней.
В сезоне 2007—2008 годов в составе новокузнецкого «Металлурга» за 55 матч набрал 43 (20+23) очка (показатель полезности +10). Это был лучший сезон в карьере Александрова-хоккеиста.
С 2008 по 2011 год играл за «Авангард», «Торпедо» Нижний Новгород и «Трактор».
В сезоне 2011—2012 выступал за клуб «Амур». 13 января 2012 перешёл в «Сибирь».
В сезоне 2012—2013 выступал за «Барыс» Астана.
С 2015 по 2018 год выступал за «Адмирал» Владивосток. В декабре 2017 года провёл свою последнюю официальную игру в карьере игрока КХЛ.
Всего в регулярных чемпионатах КХЛ провел 278 матчей, забросил 48 шайб и сделал 56 результативных передач, в среднем набирая 0,37 очка за матч.
В плей-офф КХЛ провёл 26 игр, забросив 2 шайбы и сделав 2 результативные передачи.
В матчах проводимых под эгидой Суперлиги провел 255 встреч, забросил 40 голов и сделал 60 результативных передач, в среднем набирая 0,39 очка за игру.
В плей-офф Суперлиги — 10 игр, забросил 2 шайбы и сделал 4 результативные передачи.
Всего на высшем клубном уровне российского хоккея провел 569 матчей, забросил 92 шайбы и сделал 122 результативные передачи.
С 2021 года на тренерской работе. В сезоне 2021—2022 был помощником Александра Андриевского в «Адмирале», где отвечал за работу с нападающими и игрой в большинстве.
В 2022-м году вернулся в Новокузнецк, где получил работу в команде МХЛ «Кузнецкие медведи».
В сезоне 2022—2023 выступал помощником Евгения Королёва, а на следующий год вошел в тренерский штаб Андрея Лунёва.
В сезоне 2023—2024 команда «Кузнецкие медведи», за игру в большинстве которых отвечал именно Александров, вошла в тройку лучших команд лиги при игре в неравных составах.
С июля 2024 года — старший тренер команды ВХЛ «Металлург» Новокузнецк.
Женат. Воспитывает двух дочерей.